# 15thライヴサーキット “BUTTERFLY EFFECT” Live in KOBE KOKUSAI HALL 2018
『15thライヴサーキット "BUTTERFLY EFFECT" Live in KOBE KOKUSAI HALL 2018』は、ポルノグラフィティのライヴ映像作品。2018年9月5日にSME Recordsよりリリースされた。

## 概要
前作『PORNOGRAFFITTI 色情塗鴉 Special Live in Taiwan』から約9ヶ月ぶりのリリースとなるライヴ映像作品。
11thアルバム『BUTTERFLY EFFECT』を引っ提げ、2017年11月から2018年4月まで開催された全国ホールツアー『15thライヴサーキット "BUTTERFLY EFFECT"』から、神戸国際会館こくさいホール公演（2018年3月20日）のライヴ映像が収録されている。
初回生産限定盤（2DVD／2BD）と通常盤（DVD／BD）の4形態でのリリース。初回生産限定盤にはツアーの写真を使用した「ライヴフォトブックレット」が封入されている他、ボーナスディスクにはNHKホール公演（2018年2月1日）で披露された「Montage」「ネオメロドラマティック」など計4曲のライヴ映像と「君の愛読書がケルアックだった件 THE MOVIE」が収録されている。
本作のリリースに先立ち、9月3日にトレーラー映像がポルノグラフィティ Official YouTube Channelで公開された。

## 収録内容

### DISC 1
1. 夜間飛行
ライヴ初披露。
2. LiAR
3. 真っ白な灰になるまで、燃やし尽くせ
単独ライヴ初披露。
4. ワールド☆サタデーグラフティ
『幕張ロマンスポルノ'11 〜DAYS OF WONDER〜』以来、6年ぶりの披露。
5. ダリア
6. リンク
7. メリッサ
8. Working men blues
ライヴ初披露。
9. 170828-29
ライヴ初披露。
10. 君の愛読書がケルアックだった件
ライヴ初披露。
架空の映画主題歌という設定で作られた曲ということで、架空の映画「君の愛読書がケルアックだった件」の予告映像が流れる。
11. MICROWAVE
ライヴ初披露。
12. ハート
岡野による弾き語り。
13. インプロヴィゼーション〜月飼い
『10thライヴサーキット "ロイヤル ストレート フラッシュ"』以来、約9年ぶりの披露。
新藤によるインプロヴィゼーションから演奏が始まる。
14. Part time love affair
ライヴ初披露。
15. Fade away
ライヴ初披露。
16. Rainbow
『11thライヴサーキット "∠TARGET"』以来、約7年ぶりの披露。
17. ギフト
18. THE DAY
19. ハネウマライダー
20. キング&クイーン
本編最終曲。
ライヴ初披露となった最新シングル。
21. カメレオン・レンズ
当時リリース前の新曲で、神戸公演翌日の3月21日に46thシングルとしてリリースされた。
22. ジレンマ

### DISC 2
1. 「15thライヴサーキット "BUTTERFLY EFFECT"」at NHKホール
1. Montage
2. ネオメロドラマティック
3. クリスマスのHide&Seek
4. カゲボウシ
2. 「君の愛読書がケルアックだった件 THE MOVIE」
ライヴ本編10曲目の「君の愛読書がケルアックだった件」演奏前に予告編として流れた映像が好評だったため、制作予定はなかったが改めて制作された[3]。
ポルノグラフィティと同じくアミューズ所属の今井隆文、佐藤日向、鈴木美羽が出演している。
メンバーも一部出演しており、岡野は父親役、新藤は医者役を演じている。

## 演奏参加
Porno Graffitti
- 岡野昭仁：Vocal
- 新藤晴一：Guitar

Support Musicians
- 野崎真助：Drums
- 野崎森男：Bass
- tasuku：Guitar
- 宗本康兵：Keybord
- nang-chang：Manipulator